# Hôtel de Donon
El Hôtel de Donon es un hôtel particulier, ubicada en la rue Elzévir en el 3er distrito de París, en la región de Île-de-France.
Fue construido a partir de 1575, a petición de Médéric de Donon, señor de Châtres-en-Brie y Loribeau, consejero del rey y controlador general de sus edificios en lo que entonces era un terreno ubicado al norte del Muro de Felipe II Augusto, dentro del territorio abarcado por el recinto de Carlos V del XIV.
En 1640, pasó a manos de la familia Le Mairat, luego a las familias Hénault de Tourneville y Bourgeois a partir de 1798, antes de ser comprado por la ciudad de París en 1974.
Desde 1990, alberga el museo Cognacq-Jay.

## Historia
Ya en 1545, los monjes de Sainte-Catherine-des-Écoliers subdividieron sus tierras y se creó una red de nuevos caminos. El camino que entonces servía a la Cultura Sainte-Catherine de la censive du Temple se convirtió en la rue de Diane, luego en la rue des Trois Pavillons y finalmente en la rue Elzévir .
A partir de 1575, Médéric de Donon, señor de Châtres-en-Brie y Loribeau, consejero del rey y controlador general de sus edificios, adquirió terrenos en este terreno para construir su hotel. Se desconoce el arquitecto del hotel, pero Médéric podría ser en parte el autor, siendo en su momento controlador de los edificios Roy.
Su arquitectura es muy similar a la construida unos años antes por el arquitecto Philibert Delorme, quien sin embargo ya había fallecido en 1575. El arquitecto Jean Bullant también podría ser el director del proyecto porque este último estaba entonces cerca de Donon y trabajaba para Delorme.
En 1588, cercano partidario del rey Enrique III, Médéric de Donon fue encerrado en la Bastilla por la Liga Católica y no salió hasta julio de 1593 después de que el rey Enrique IV se retractara de su fe protestante.
Murió en el hotel unos meses después en 1594.
Pasó entonces a su hijo, Jean de Donon, quien a su vez se lo pasó a su sobrino, que se separó de él en 1636.
En 1640, fue comprado por el financiero Jean-Louis Le Mairat cuyos descendientes conservaron la propiedad hasta 1798, cuando pasó a manos de la familia Hénault de Tourneville, tras el matrimonio de Françoise Le Mairat con Étienne Hénault de Tourneville, abogado, que murió en 1776.
Pasó después a la familia Bourgeois, por matrimonio de la única hija de los anteriores, Étiennette-Marie Emmanuelle Léonie Hénault de Tourneville con Hippolyte Bourgeois, abogado de la Corte Real de París.
A partir de 1839, se transformó en un edificio de inversión y uso comercial. En esta ocasión se rediseñó considerablemente añadiéndole varios ensanches como galerías acristaladas que sobresalen de las fachadas en planta baja por el lado del patio, dos ménsulas en las esquinas del primer piso. Un gran garaje que cubre todo el jardín completa estas transformaciones en la década de 1930.
En 1974, la ciudad de París lo compró, entonces en mal estado, a los descendientes de Bourgeois.
A partir de 1981, el hotel, que había permanecido inactivo, albergaría las colecciones del matrimonio Cognacq-Jay, fundadores de La Samaritaine, colecciones que hasta entonces se conservaban en el Bulevar des Capucines. En esta ocasión fue completamente restaurado a su estado original.
Los trabajos comenzaron en 1988 y las colecciones fueron instaladas en 1990, año en que el museo abrió al público.

## Protección
Está protegido como monumento histórico en su totalidad, registrado por orden del 6 de agosto de 1975, luego clasificados por orden del 28 de diciembre de 1984.

## Descripción

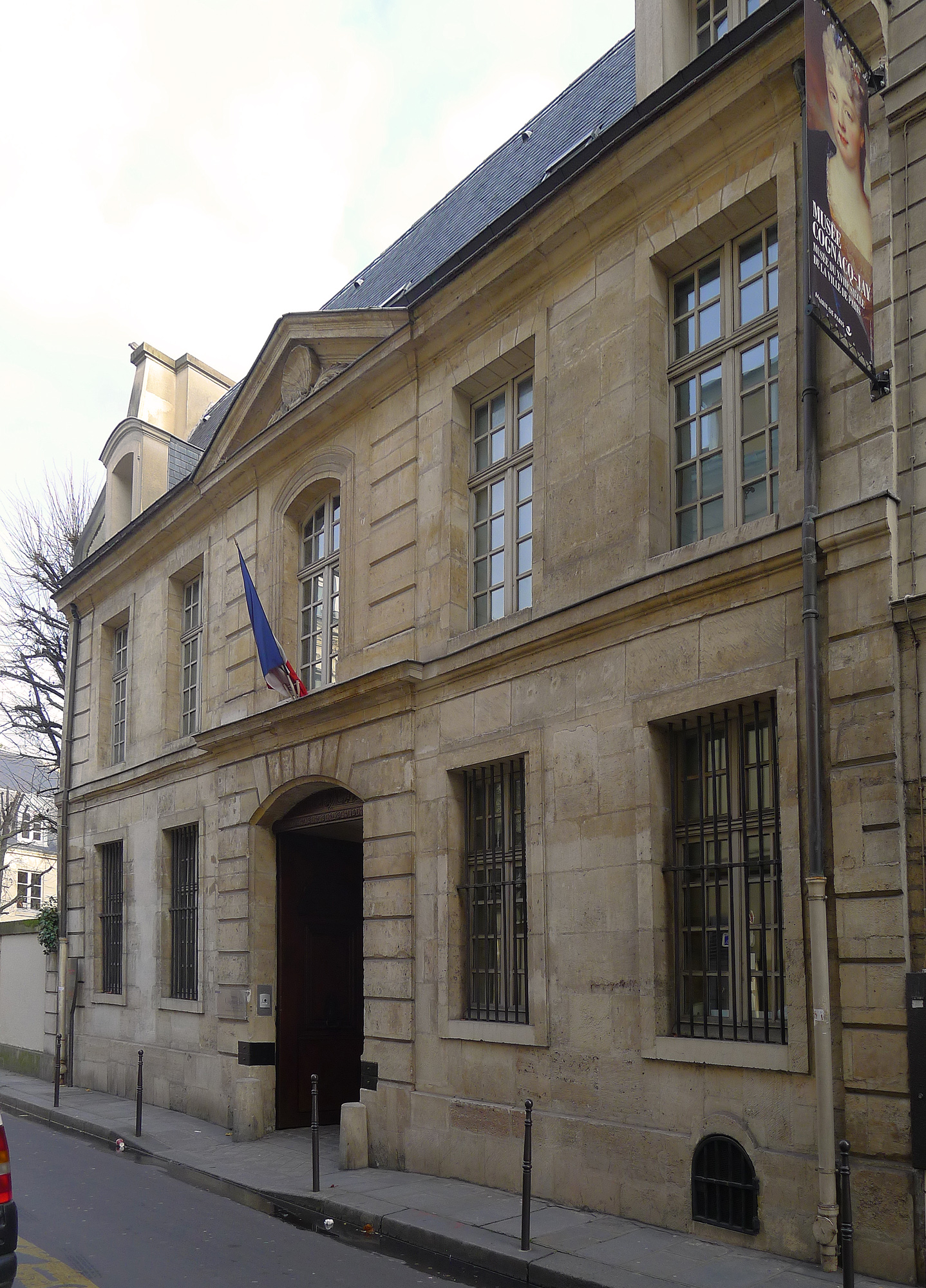
Hotel visto desde la rue Elzévir.

Su diseño general, con techos altos, parece cercano a la casa que Philibert de l'Orme está haciendo construir en el Marais, y parece haberse beneficiado de los avances que se han puesto en marcha para el hotel Carnival . Con perfecta unidad y buen gusto, el conjunto evoca maravillosamente la vida refinada del Siglo de las Luces . El espléndido gran ático, lugar de exposiciones, evoca la nave de un barco volcado. La estructura del edificio principal es característica de los hoteles del Marais de esta época.
Su arquitecto adoptó un plan regular: los edificios rodean un patio rectangular. Básicamente, el edificio principal se encuentra entre el patio y el jardín. ; dos alas lo conectan con el edificio de la calle ; el sur probablemente albergaba cobertizos y cuadras, mientras que una sencilla galería ocupaba el ala norte. Del lado del patio, así como del lado del jardín, se proyectan dos pequeños pabellones laterales. La estructura del edificio principal es característica de los hoteles del Marais en el siglo XVI. : dos plantas de sótanos - una de ellas en semisótano reservada para las cocinas y la sala común - sobre las que se elevan dos plantas de la misma altura, una en planta baja alta reservada para los apartamentos de recepción, la otra planta cuadrada rematada con un techo alto, uno de los más hermosos que aún existen.
La elegancia de esta arquitectura se debe a la perfección del ritmo de los vanos : medio cruzado - cruzado - cruzado - medio cruzado. Sutilmente, del lado del patio, todo contribuye a crear un efecto piramidal. : así se unen bajo el mismo frontón los dos lucernarios perforados en el desván ; en el lado del jardín, solo las ventanas completas están coronadas por tragaluces. Esta pureza ya clásica no se ve lastrada por ninguna decoración tallada. : en la base del techo, las consolas se dejan desnudas, molduras simples subrayan el redondeo de los lucernarios y el arrastre de los frontones. Si el edificio principal parece intacto, no ocurre lo mismo con los pabellones: el análisis de su construcción hace pensar en una adición o un alzado. Las transformaciones realizadas en los siglos XVII y XVIII ya no permiten ubicar con certeza la ubicación de la entrada principal del hotel. Es probable que una puerta perforada en la planta baja del pabellón norte del patio diera acceso a la escalera que conducía al apartamento, las dependencias y el jardín. La escalera actual, de tipo "vacío" y provista de pasamanos de hierro forjado, data de finales del siglo XVII, como demuestran sus características y las comparaciones con otras escaleras del Marais. Su modificación dio lugar a la del pabellón norte y, en aras de la simetría, a una transformación del pabellón sur. Las alas probablemente se levantaron al mismo tiempo, como sugirieron durante la restauración del hotel, las huellas de un antiguo techo del ala norte.
Además, las ventanas de las galerías laterales no tienen parteluces a diferencia de las del edificio principal. La arquitectura del edificio que da a la calle, con su portal rematado por un frontón decorado con una concha, tampoco puede ser del siglo XVI, sino de una campaña de obras posterior, probablemente de finales del siglo XVII. Probablemente alrededor de 1710, el acceso directo al jardín desde el apartamento de recepción, ubicado en la planta baja superior, se proporcionó mediante la perforación de una ventana francesa que se abre a un porche, mapa de París de Jaillot, 1774.
Se mantienen algunos elementos de decoración interior. De la decoración original quedan, en la cámara baja (sala IV del museo) y en el pabellón norte que da al jardín, sala II, techos de vigas y viguetas vistas, pintados imitando marquetería con adornos como rosetones de follaje. Transformaciones de principios del siglo XVII datan las boiseries blancas y doradas situadas en el mismo pabellón y en la gran sala de la planta baja, sala III.

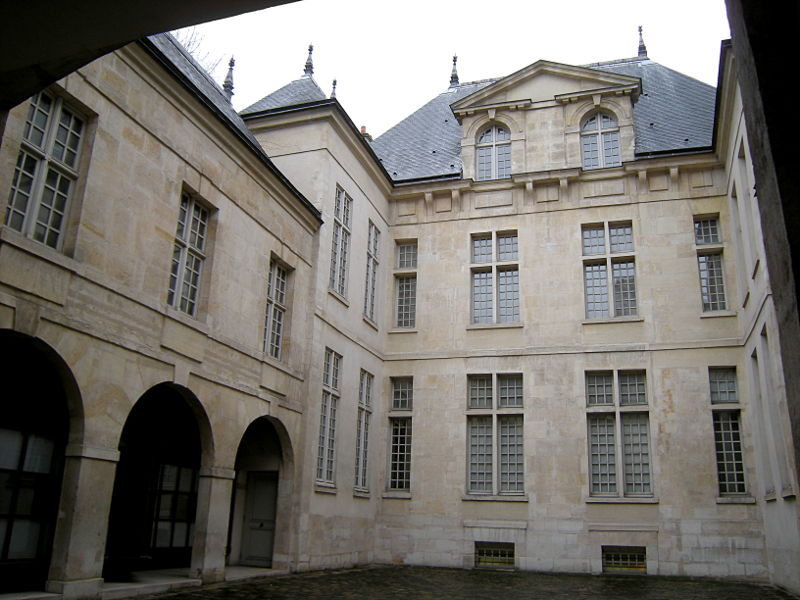
Patio del Hôtel de Donon.
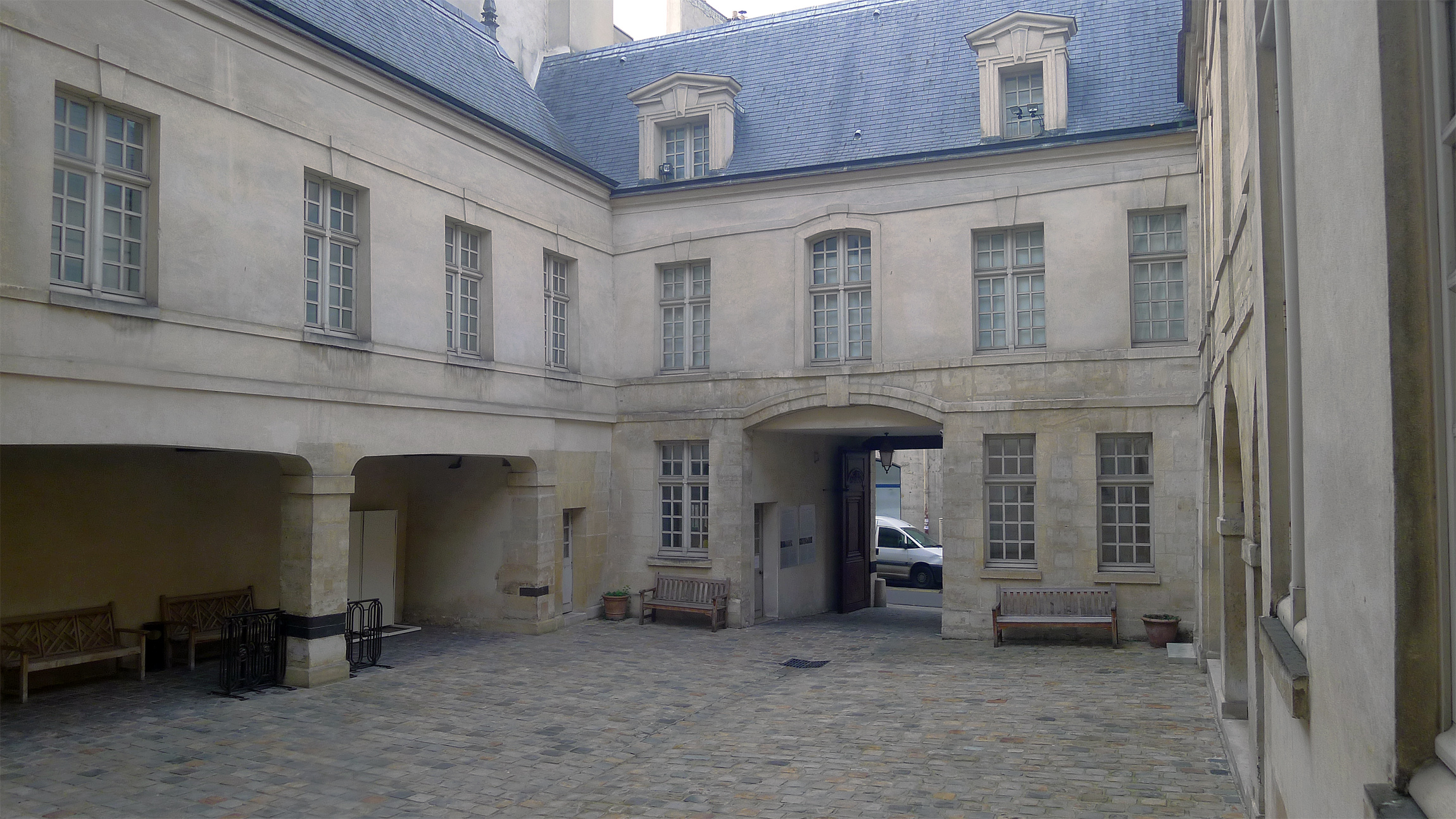
Patio del Hôtel de Donon.
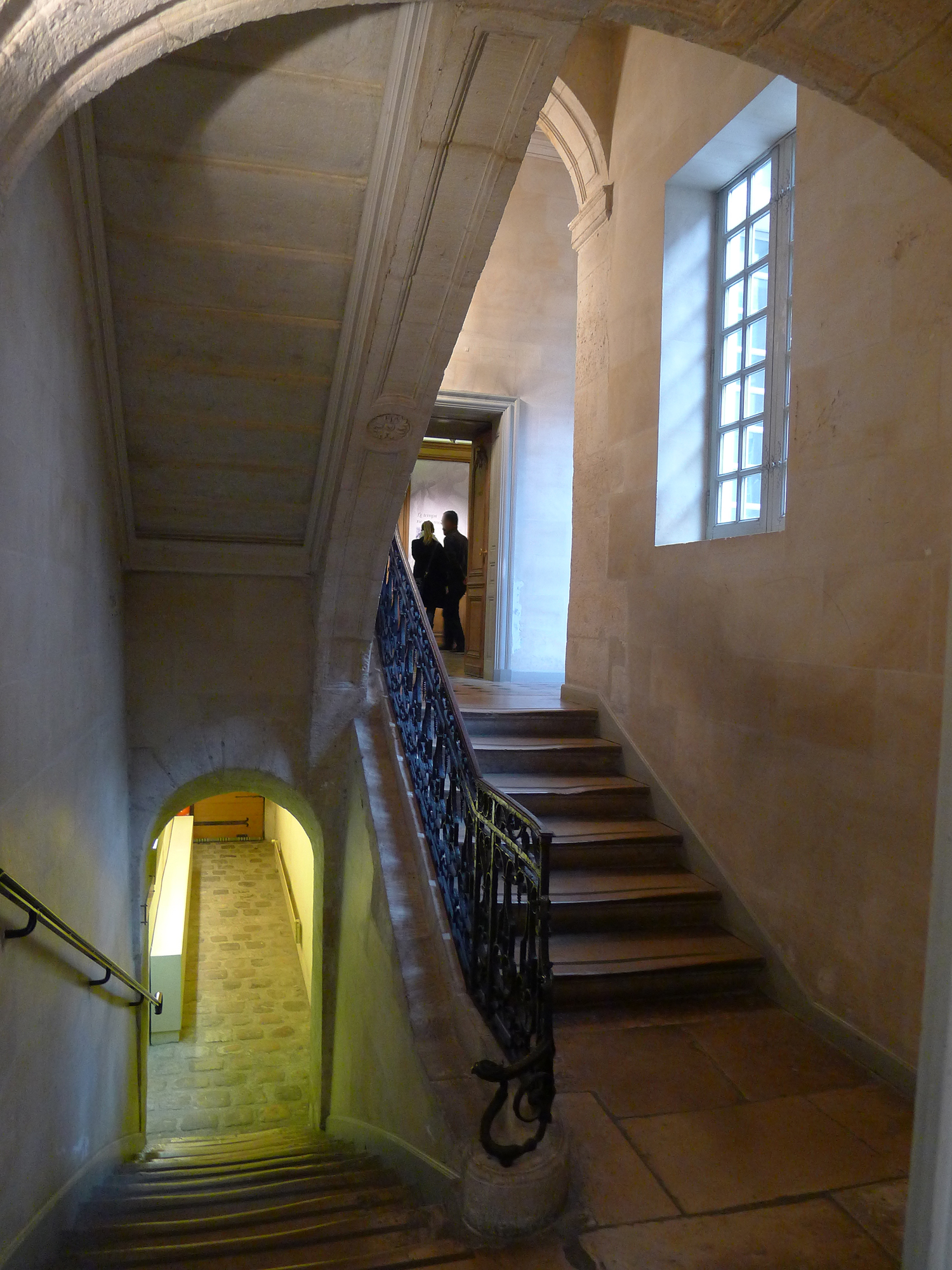
Escalera.
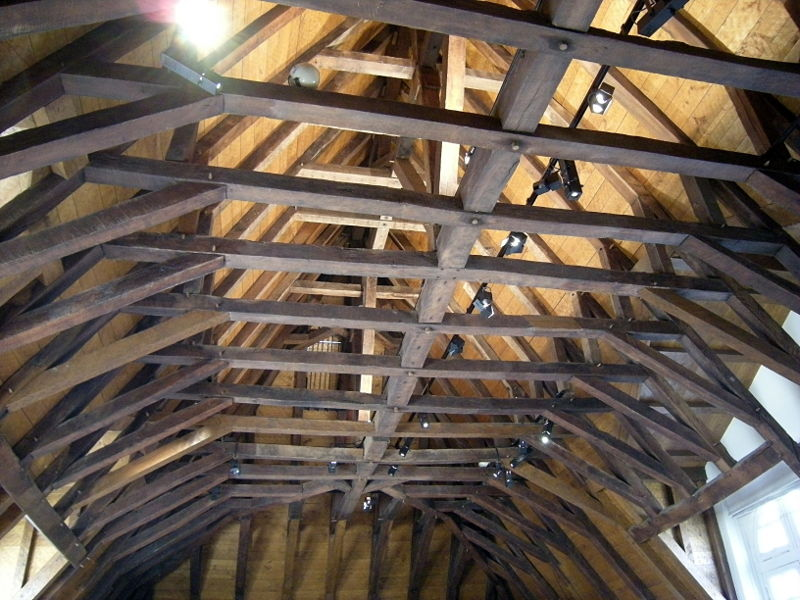
Gran azotea del Hotel de Donon.